# 금성현서로
금성현서로(Geumseonghyeonseok-ro)는 대한민국의 경상북도 의성군 금성면에서 시작하여, 청송군 현서면을 거쳐 연결하는 도로이다.

## 노선 경로
| 이름            | 접속 노선                                    | 소재지 | 소재지 | 비고 |
| --------------- | -------------------------------------------- | ------ | ------ | ---- |
| (이름 없음)     | 국도 제28호선 (동부로)                       | 의성군 | 금성면 |      |
| 상운교          |                                              | 의성군 | 금성면 |      |
| (이름 없음)     | 국가지원지방도 제79호선 (산성가음로) 장리1길 | 의성군 | 가음면 |      |
| 사미삼거리      | 국가지원지방도 제79호선 (사미신감로)         | 의성군 | 가음면 |      |
| 사미교(사미천)  |                                              | 의성군 | 가음면 |      |
|                 | 춘산면                                       | 의성군 |        |      |
| 옥정교          |                                              | 의성군 |        |      |
| (이름 없음)     | 지방도 제912호선 (의성사곡로)                | 의성군 |        |      |
| 구산사거리      | 국도 제35호선 (청송로)                       | 청송군 | 현서면 |      |
| 구산동로와 직결 |                                              |        |        |      |

## 주요 건물 및 시설
- 금성초등학교, 금성중학교 - 경상북도 의성군 금성면 금성현서로 41-66
- 가음면사무소 - 경상북도 의성군 가음면 금성현서로 455
- 가음치안센터 - 경상북도 의성군 가음면 금성현서로 461
- 가음우체국 - 경상북도 의성군 가음면 금성현서로 471
- 금성농협 가음지소 - 경상북도 의성군 가음면 금성현서로 471-1
- 춘산면사무소 - 경상북도 의성군 춘산면 금성현서로 1481
- 춘산초등학교 - 경상북도 의성군 춘산면 금성현서로 1487
- 금성농협 춘산지소 - 경상북도 의성군 춘산면 금성현서로 1488
- 하나로마트 금성농협춘산지소 - 경상북도 의성군 춘산면 금성현서로 1488
- 춘산파출소 - 경상북도 의성군 춘산면 금성현서로 1491
- 춘산중학교 - 경상북도 의성군 춘산면 금성현서로 1505
- 의성춘산농산물가공센터 - 경상북도 의성군 춘산면 금성현서로 1518
- 현서119지역대 - 경상북도 청송군 현서면 금성현서로 2487